# Басюк, Виктор Стефанович
Виктор Стефанович Басюк (род. 22 марта 1970 года, Черемхово, Иркутская область, РСФСР, СССР) — российский учёный, психолог, педагог и государственный служащий. Доктор психологических наук, профессор, академик РАО. Вице-президент Российской академии образования. В прошлом — министр образования Иркутской области (2009—2013), заместитель министра просвещения Российской Федерации (2019—2021)..

## Биография
Родился 22 марта 1970 года в городе Черемхово Иркутской области. Отец, Стефан Михайлович Басюк, возглавлял ряд предприятий, мать, Анна Андреевна Басюк (Усач), руководила предприятиями сферы бытового обслуживания населения и пищевой промышленности.

### Образование
В 1987 году Виктор Басюк окончил среднюю школу № 2 города Саянска.
Поступил на естественно-географический факультет Иркутского государственного педагогического института и выпустился в 1992 году по двум специальностям «учитель биологии и химии» и «педагог-психолог».
В 2001 году получил второе высшее образование по специальности «экономика» на экономическом факультете Иркутской государственной сельскохозяйственной академии.
В 2004 году защитил диссертацию на соискание ученой степени кандидата. Тема работы — «Психолого-педагогическое сопровождение как условие компенсирования состояния психической депривации у детей-сирот». Научный руководитель — доктор психологических наук Владимир Асеев. Впоследствии «Диссернет» заявил о наличии заимствований в диссертации.
В 2008 году получил третье высшее образование, выпустившись из Российской правовой академии Министерства юстиции Российской Федерации со специальностью «юриста».
В 2010 году решением ВАС присвоено учёное звание доцента по кафедре психологии.
В 2016 году защитил докторскую диссертацию «Психологическое сопровождение детей, оставшихся без попечения родителей».

### Профессиональная карьера
С 1990 по 1992 год года, ещё во время учёбы в Иркутском пединституте, работал учителем биологии школы № 8 и воспитателем иркутского санаторного детского дома № 2.
С 1992 по 2002 был директором «Санаторного детского дома № 5» города Иркутска.
В 2002 году перешёл на работу в администрацию Иркутска. В 2002—2003 годах — зам начальника департамента образования комитета по социальной политике и культуре. В 2003—2009 годах — зампред комитета — начальник департамента образования комитета по социальной политике и культуре городской администрации.
В 2007—2013 годах — доцент, профессор, заведующий кафедрой педагогики и управления образовательными системами Иркутского государственного лингвистического университета.
26 марта 2009 года Виктор Басюк вошёл в правительство губернатора Иркутской области Игоря Есиповского и возглавил областное министерство образования. Продолжил работу в должности при новом губернаторе Сергее Ерощенко. С 1 ноября 2013 ушёл в отставку с переходом на новую работу в Москве.
В Москве он начал преподавательскую работу в Московском педагогическом государственном университете. С 2015 по н. в. Виктор Басюк с 2018 возглавляет там же кафедру психологии развития личности института педагогики и психологии, профессор, позднее также стал заместителем председателя диссертационного совета Д 212.154.12..
С 2014 по 2018 год был советником, заместителем президента Российской академии образования.
В 2018 году стал советником министра просвещения РФ Ольги Васильевой. 6 сентября 2019 года назначен заместителем министра. 27 марта 2021 был уволен по собственному желанию в связи с переходом на другую работу.
С января 2021 Виктор Басюк совмещал работу деканом факультета педагогического образования МГУ на полставки и работу в министерстве, в феврале был назначен деканом, после чего в марте уволился из правительства. В период с 2021 по 2023 был деканом факультета, и. о. заведующего кафедрой управления образовательными системами ФПО МГУ.
2021 — н. в. — главный ученый секретарь президиума, вице-президент Российской академии образования. Академик РАО с 12 октября 2023 года.

### Научная деятельность
В сферу научных интересов Виктора Басюка входят: развитие личности, внутренняя позиция личности, самосознание, условия развития личности, делинквентное поведение, организация психолого-педагогического содействия, формирование личностных результатов школьников.
Представитель научной школы российского психолога и академика РАО Валерии Мухиной.
Является экспертом Российской академии образования.
Выступает на форумах «Педагоги России», лекциях российского общества «Знание», академических мероприятиях Российской академии образования (РАО). Выступал экспертом на площадке медиа-группы «Россия сегодня» (РИА Новости) по вопросам воспитания и наставничества.
Член Российского психологического общества (РПО) и Российского общества преподавателей русского языка и литературы (РОПРЯЛ).
Является автором 120 публикаций в рецензируемых научных журналах, двух монографий, автором или соавтором 25 печатных изданий, в том числе двух учебных пособий.
Виктор Басюк является главным редактором журнала «Развитие личности», председателем редакционного совета журнала «Юридическое образование и наука», заместителем главного редактора журнала «Известия Российской академии образования», членом редакционных советов журналов «Известия Иркутского государственного университета. Серия: Психология» и «Химия в школе».
В мае 2024 года был приглашённым лектором курса в Герценовском университете.

## Награды и звания
- Нагрудный знак Почётный работник общего образования Российской Федерации (2000)[8]
- Знак отличия Министерства просвещения Российской Федерации «Отличник просвещения» (2021)[8]
- Медаль Министерства просвещения Российской Федерации Л. С. Выготского (2020)[8]
- Медаль «За вклад в реализацию государственной политики в области образования и научно-технологического развития» (2022)[23]